# Megachalcis carinata
Megachalcis carinata är en stekelart som först beskrevs av Wallace A. Steffan 1951.  Megachalcis carinata ingår i släktet Megachalcis och familjen bredlårsteklar. Inga underarter finns listade i Catalogue of Life.